# NGC 228
NGC 228 est une galaxie spirale barrée située dans la constellation d'Andromède. NGC 228 a été découverte par l'astronome français Édouard Stephan en 1879. La même nuit, il a découvert la galaxie NGC 229.

## Caractéristiques
Sa vitesse par rapport au fond diffus cosmologique est de  7 062 ± 23 km/s, ce qui correspond à une distance de Hubble de 104,2 ± 7,3 Mpc (∼340 millions d'al).
La galaxie NGC 228 est entourée d'un anneau (le (R) devant son type morphologique). Elles sont rapprochées sur la sphère céleste et elles sont à des distances similaires de la Voie lactée. Elles forment donc une paire de galaxies.
La classe de luminosité de NGC 228 est I-II et elle présente une large raie HI.
En raison d'une brillance de surface égale à 14,00 mag/am2, on peut qualifier NGC 228 de galaxie à faible brillance de surface (LSB en anglais pour low surface brightness). Les galaxies LSB sont des galaxies diffuses (D) avec une brillance de surface inférieure de moins d'une magnitude à celle du ciel nocturne ambiant.